# Coppa del Mondo di biathlon 1993
La Coppa del Mondo di biathlon 1993 fu la sedicesima edizione della manifestazione organizzata dall'Unione Internazionale del Pentathlon Moderno e Biathlon; ebbe inizio il 17 dicembre 1992 a Pokljuka, in Slovenia, e si concluse il 21 marzo 1993 a Kontiolahti, in Finlandia. Per la prima volta furono inserite in calendario gare a squadre; nel corso della stagione si tennero a Borovec i Campionati mondiali di biathlon 1993, non validi ai fini della Coppa del Mondo, il cui calendario ha dunque contemplato un'interruzione.
In campo maschile furono disputate 14 gare individuali e 8 a squadre in 7 diverse località; lo svedese Mikael Löfgren si aggiudicò la coppa di cristallo, il trofeo assegnato al vincitore della classifica generale. Non vennero stilate classifiche di specialità; Jon Åge Tyldum era il detentore uscente della Coppa generale.
In campo femminile furono disputate 14 gare individuali e 8 a squadre in 7 diverse località; la russa Anfisa Rezcova si aggiudicò la coppa di cristallo. Non vennero stilate classifiche di specialità; la Rezcova era la detentrice uscente della Coppa generale.
Dal 1º gennaio 1993 gli atleti cecoslovacchi hanno gareggiato separatamente per Repubblica Ceca e Slovacchia.

## Uomini

### Risultati
| Data                                 | Località            | Nazione         | Spec. | Primo                                                                         | Secondo                                                                      | Terzo                                                                       |
| ------------------------------------ | ------------------- | --------------- | ----- | ----------------------------------------------------------------------------- | ---------------------------------------------------------------------------- | --------------------------------------------------------------------------- |
| 17 dicembre 1992                     | Pokljuka            | Slovenia        | IN    | Patrice Bailly-Salins                                                         | Mark Kirchner                                                                | Jens Steinigen                                                              |
| 19 dicembre 1992                     | Pokljuka            | Slovenia        | SP    | Mark Kirchner                                                                 | Jon Åge Tyldum                                                               | Aleh Ryžankoŭ                                                               |
| 20 dicembre 1992                     | Pokljuka            | Slovenia        | RL    | Austria Bruno Hofstätter Ludwig Gredler Wolfgang Perner Franz Schuler         | Russia Valerij Medvedcev Valerij Kirienko Aleksej Kobelev Sergej Čepikov     | Norvegia Eirik Kvalfoss Jon Åge Tyldum Jo Severin Matberg Frode Løberg      |
| 15 gennaio 1993                      | Oberhof Val Ridanna | Germania Italia | IN    | Andreas Zingerle                                                              | Valerij Medvedcev                                                            | Alfred Eder                                                                 |
| 16 gennaio 1993                      | Oberhof Val Ridanna | Germania Italia | SP    | Johann Passler                                                                | Ulf Johansson                                                                | Gilles Marguet                                                              |
| 17 gennaio 1993                      | Oberhof Val Ridanna | Germania Italia | RL    | Italia Andreas Zingerle Johann Passler Pieralberto Carrara Wilfried Pallhuber | Russia Sergej Čepikov Sergej Tarasov Aleksej Kobelev Valerij Kirienko        | Germania Ricco Groß Frank Luck Mark Kirchner Fritz Fischer                  |
| 21 gennaio 1993                      | Anterselva          | Italia          | IN    | Ulf Johansson                                                                 | Fredrik Kuoppa                                                               | Elmar Mutschlechner                                                         |
| 23 gennaio 1993                      | Anterselva          | Italia          | SP    | Pieralberto Carrara                                                           | Mikael Löfgren                                                               | Ricco Groß                                                                  |
| 24 gennaio 1993                      | Anterselva          | Italia          | RL    | Svezia Ulf Johansson Tord Wiksten Leif Andersson Mikael Löfgren               | Norvegia Eirik Kvalfoss Jon Åge Tyldum Ivar Ulekleiv Frode Løberg            | Germania Ricco Groß Frank Luck Mark Kirchner Jens Steinigen                 |
| Campionati mondiali di biathlon 1993 |                     |                 |       |                                                                               |                                                                              |                                                                             |
| 9 febbraio 1993                      | Borovec             | Bulgaria        | TM    | Germania Fritz Fischer Frank Luck Steffen Hoos Sven Fischer                   | Russia Aleksej Kobelev Valerij Kirienko Sergej Ložkin Sergej Čepikov         | Francia Gilles Marguet Thierry Dusserre Xavier Blond Lionel Laurent         |
| 11 febbraio 1993                     | Borovec             | Bulgaria        | IN    | Andreas Zingerle                                                              | Sergej Tarasov                                                               | Sergej Čepikov                                                              |
| 13 febbraio 1993                     | Borovec             | Bulgaria        | SP    | Mark Kirchner                                                                 | Jon Åge Tyldum                                                               | Sergej Tarasov                                                              |
| 14 febbraio 1993                     | Borovec             | Bulgaria        | RL    | Italia Wilfried Pallhuber Johann Passler Pieralberto Carrara Andreas Zingerle | Russia Valerij Medvedcev Valerij Kirienko Sergej Tarasov Sergej Čepikov      | Germania Sven Fischer Frank Luck Mark Kirchner Jens Steinigen               |
| 4 marzo 1993                         | Lillehammer         | Norvegia        | IN    | Wilfried Pallhuber                                                            | Ricco Groß                                                                   | Andreas Zingerle                                                            |
| 6 marzo 1993                         | Lillehammer         | Norvegia        | SP    | Frank Luck                                                                    | Sven Fischer                                                                 | Ludwig Gredler                                                              |
| 7 marzo 1993                         | Lillehammer         | Norvegia        | RL    | Svezia Mikael Löfgren Anders Mannelquist Fredrik Kuoppa Ulf Johansson         | Germania Ricco Groß Frank Luck Mark Kirchner Sven Fischer                    | Francia Lionel Laurent Patrice Bailly-Salins Thierry Dusserre Hervé Flandin |
| 11 marzo 1993                        | Östersund           | Svezia          | IN    | Mark Kirchner                                                                 | Mikael Löfgren                                                               | Jaakko Niemi                                                                |
| 13 marzo 1993                        | Östersund           | Svezia          | SP    | Jon Åge Tyldum                                                                | Aljaksandr Papoŭ                                                             | Sven Fischer                                                                |
| 14 marzo 1993                        | Östersund           | Svezia          | RL    | Germania Ricco Groß Jens Steinigen Mark Kirchner Sven Fischer                 | Bielorussia Viktor Majgurov Igor' Chochrjakov Aleh Ryžankoŭ Aljaksandr Papoŭ | Italia Hubert Leitgeb Wilfried Pallhuber Edmund Zitturi Elmar Mutschlechner |
| 18 marzo 1993                        | Kontiolahti         | Finlandia       | IN    | Ludwig Gredler                                                                | Patrice Bailly-Salins                                                        | Johann Passler                                                              |
| 20 marzo 1993                        | Kontiolahti         | Finlandia       | SP    | Sven Fischer                                                                  | Patrice Bailly-Salins                                                        | Jens Steinigen                                                              |
| 21 marzo 1993                        | Kontiolahti         | Finlandia       | RL    | Russia Valerij Medvedcev Valerij Kirienko Aleksej Kobelev Sergej Čepikov      | Germania Jens Steinigen Ricco Groß Sven Fischer Frank Luck                   | Francia Gilles Marguet Patrice Bailly-Salins Christian Dumont Hervé Flandin |

Legenda:

IN = individuale

SP = sprint

RL = staffetta

### Classifiche

#### Generale
| Pos. | Nome                  | Nazione  | Punti |
| ---- | --------------------- | -------- | ----- |
| 1    | Mikael Löfgren        | Svezia   | 168   |
| 2    | Mark Kirchner         | Germania | 151   |
| 3    | Pieralberto Carrara   | Italia   | 147   |
| 4    | Patrice Bailly-Salins | Francia  | 146   |
| 5    | Johann Passler        | Italia   | 139   |
| 6    | Sven Fischer          | Germania | 135   |
| 7    | Ludwig Gredler        | Austria  | 133   |
| 8    | Jens Steinigen        | Norvegia | 132   |
| 9    | Jon Åge Tyldum        | Norvegia | 125   |
| 10   | Ulf Johansson         | Svezia   | 120   |

#### Individuale
| Pos. | Nome                  | Nazione | Punti |
| ---- | --------------------- | ------- | ----- |
| 1    | Mikael Löfgren        | Svezia  | 85    |
| 2    | Andreas Zingerle      | Italia  | 76    |
| 3    | Wilfried Pallhuber    | Italia  | 75    |
| 4    | Johann Passler        | Italia  | 70    |
| 5    | Patrice Bailly-Salins | Francia | 69    |

#### Sprint
| Pos. | Nome                | Nazione  | Punti |
| ---- | ------------------- | -------- | ----- |
| 1    | Sven Fischer        | Germania | 101   |
| 2    | Mark Kirchner       | Germania | 88    |
| 3    | Ludwig Gredler      | Austria  | 86    |
| 4    | Mikael Löfgren      | Svezia   | 83    |
| 5    | Pieralberto Carrara | Italia   | 80    |

#### Nazioni
| Pos. | Nazione  | Punti |
| ---- | -------- | ----- |
| 1    | Germania | 5966  |
| 2    | Italia   | 5342  |
| 3    | Russia   | 5223  |
| 4    | Svezia   | 5220  |
| 5    | Francia  | 4879  |

## Donne

### Risultati
| Data                                 | Località            | Nazione         | Spec. | Prima                                                                      | Seconda                                                                                 | Terza                                                                             |
| ------------------------------------ | ------------------- | --------------- | ----- | -------------------------------------------------------------------------- | --------------------------------------------------------------------------------------- | --------------------------------------------------------------------------------- |
| 17 dicembre 1992                     | Pokljuka            | Slovenia        | IN    | Anne Briand                                                                | Eva Háková                                                                              | Corinne Niogret                                                                   |
| 19 dicembre 1992                     | Pokljuka            | Slovenia        | SP    | Petra Behle                                                                | Svjatlana Paramyhina                                                                    | Anne Briand                                                                       |
| 20 dicembre 1992                     | Pokljuka            | Slovenia        | RL    | Germania Uschi Disl Antje Misersky Inga Schneider Petra Behle              | Francia Corinne Niogret Véronique Claudel Delphyne Burlet Anne Briand                   | Cecoslovacchia Gabriela Suvová Eva Háková Jana Kulhavá Jiřina Adamičková          |
| 15 gennaio 1993                      | Oberhof Val Ridanna | Germania Italia | IN    | Anfisa Rezcova                                                             | Corinne Niogret                                                                         | Eva Háková                                                                        |
| 16 gennaio 1993                      | Oberhof Val Ridanna | Germania Italia | SP    | Anfisa Rezcova                                                             | Uschi Disl                                                                              | Anne Briand                                                                       |
| 17 gennaio 1993                      | Oberhof Val Ridanna | Germania Italia | RL    | Russia Ol'ga Kozlova Svetlana Panjutina Elena Belova Anfisa Rezcova        | Francia Corinne Niogret Véronique Claudel Delphyne Burlet Anne Briand                   | Rep. Ceca Jana Kulhavá Petra Nosková Iveta Knižková Helena Cernohorská-Garabíková |
| 21 gennaio 1993                      | Anterselva          | Italia          | IN    | Iva Karagiozova                                                            | Myriam Bédard                                                                           | Nathalie Santer                                                                   |
| 23 gennaio 1993                      | Anterselva          | Italia          | SP    | Antje Misersky                                                             | Nadija Bill'ova                                                                         | Anfisa Rezcova                                                                    |
| 24 gennaio 1993                      | Anterselva          | Italia          | RL    | Germania Uschi Disl Antje Misersky Sylke Hummanik Petra Behle              | Russia Ol'ga Kozlova Svetlana Panjutina Elena Belova Anfisa Rezcova                     | Rep. Ceca Jana Kulhavá Jiřina Adamičková Iveta Knižková Eva Háková                |
| Campionati mondiali di biathlon 1993 |                     |                 |       |                                                                            |                                                                                         |                                                                                   |
| 9 febbraio 1993                      | Borovec             | Bulgaria        | TM    | Francia Nathalie Beausire Delphyne Burlet Anne Briand Corinne Niogret      | Bielorussia Natal'ja Permjakova Natal'ja Syčeva Natallja Ryžankova Svjatlana Paramyhina | Polonia Zofia Kiełpińska Krystyna Liberda Anna Stera-Kustucz Helena Mikołajczyk   |
| 11 febbraio 1993                     | Borovec             | Bulgaria        | IN    | Petra Behle                                                                | Myriam Bédard                                                                           | Svjatlana Paramyhina                                                              |
| 13 febbraio 1993                     | Borovec             | Bulgaria        | SP    | Myriam Bédard                                                              | Nadežda Talanova                                                                        | Elena Belova                                                                      |
| 14 febbraio 1993                     | Borovec             | Bulgaria        | RL    | Rep. Ceca Jana Kulhavá Jiřina Pelcová Iveta Knížková Eva Háková            | Francia Corinne Niogret Véronique Claudel Delphyne Burlet Anne Briand                   | Russia Svetlana Panjutina Nadežda Talanova Ol'ga Simušina Elena Belova            |
| 4 marzo 1993                         | Lillehammer         | Norvegia        | IN    | Anfisa Rezcova                                                             | Nathalie Santer                                                                         | Myriam Bédard                                                                     |
| 6 marzo 1993                         | Lillehammer         | Norvegia        | SP    | Anfisa Rezcova                                                             | Svjatlana Paramyhina                                                                    | Antje Misersky                                                                    |
| 7 marzo 1993                         | Lillehammer         | Norvegia        | RL    | Francia Corinne Niogret Véronique Claudel Delphyne Burlet Anne Briand      | Russia Ol'ga Kozlova Elena Belova Tamara Volkova Anfisa Rezcova                         | Norvegia Signe Trosten Annette Sikveland Gunn Margit Andreassen Hildegunn Fossen  |
| 11 marzo 1993                        | Östersund           | Svezia          | IN    | Martina Jašiková                                                           | Nathalie Santer                                                                         | Iva Karagiozova                                                                   |
| 13 marzo 1993                        | Östersund           | Svezia          | SP    | Anfisa Rezcova                                                             | Myriam Bédard                                                                           | Nathalie Santer                                                                   |
| 14 marzo 1993                        | Östersund           | Svezia          | RL    | Norvegia Elin Kristiansen Annette Sikveland Signe Trosten Hildegunn Fossen | Francia Delphyne Burlet Véronique Claudel Anne Briand Corinne Niogret                   | Rep. Ceca Irena Novotná Jiřina Adamičková Iveta Knížková Eva Háková               |
| 18 marzo 1993                        | Kontiolahti         | Finlandia       | IN    | Antje Misersky                                                             | Anfisa Rezcova                                                                          | Véronique Claudel                                                                 |
| 20 marzo 1993                        | Kontiolahti         | Finlandia       | SP    | Anfisa Rezcova                                                             | Elena Belova                                                                            | Delphyne Burlet                                                                   |
| 21 marzo 1993                        | Kontiolahti         | Finlandia       | RL    | Norvegia Elin Kristiansen Annette Sikveland Signe Trosten Hildegunn Fossen | Russia Ol'ga Kozlova Elena Belova Nadežda Talanova Anfisa Rezcova                       | Rep. Ceca Jana Kulhavá Jiřina Adamičková Irena Novotná Eva Háková                 |

Legenda:

IN = individuale

SP = sprint

RL = staffetta 4x7,5 km

### Classifiche

#### Generale
| Pos. | Nome              | Nazione    | Punti |
| ---- | ----------------- | ---------- | ----- |
| 1    | Anfisa Rezcova    | Russia     | 225   |
| 2    | Myriam Bédard     | Canada     | 183   |
| 3    | Anne Briand       | Francia    | 163   |
| 4    | Nathalie Santer   | Italia     | 160   |
| 5    | Petra Behle       | Germania   | 149   |
| 6    | Delphyne Burlet   | Francia    | 146   |
| 7    | Corinne Niogret   | Francia    | 144   |
| 8    | Martina Jašiková  | Slovacchia | 139   |
| 9    | Antje Misersky    | Germania   | 133   |
| 10   | Véronique Claudel | Francia    | 120   |

#### Individuale
| Pos. | Nome            | Nazione  | Punti |
| ---- | --------------- | -------- | ----- |
| 1    | Anfisa Rezcova  | Russia   | 105   |
| 2    | Nathalie Santer | Italia   | 97    |
| 3    | Myriam Bédard   | Canada   | 93    |
| 4    | Corinne Niogret | Francia  | 88    |
| 5    | Petra Behle     | Germania | 79    |
| 5    | Anne Briand     | Francia  | 79    |

#### Sprint
| Pos. | Nome            | Nazione  | Punti |
| ---- | --------------- | -------- | ----- |
| 1    | Anfisa Rezcova  | Russia   | 120   |
| 2    | Myriam Bédard   | Canada   | 90    |
| 3    | Anne Briand     | Francia  | 84    |
| 4    | Delphyne Burlet | Francia  | 82    |
| 5    | Antje Misersky  | Germania | 81    |

#### Nazioni
| Pos. | Nazione   | Punti |
| ---- | --------- | ----- |
| 1    | Francia   | 5421  |
| 2    | Russia    | 5392  |
| 3    | Rep. Ceca | 5345  |
| 4    | Germania  | 5117  |
| 5    | Norvegia  | 5103  |